# Julie Fowlis
Julie Fowlis är en skotsk folkmusiker som föddes 1979 på Uibhist a Tuath / North Uist i Skottland, där hon växte upp i en liten, gaelisktalande by i ett traditionellt Gaidhealtachd - område där gaeliska talas. Julie är en multiinstrumentalist och förutom att hon spelar flertalet flöjter i stil med tin whistle, såväl som säckpipa så är hon även en talangfull sångerska som huvudsakligen sjunger på skotsk gaeliska. Julie är medlem i folkmusikgruppen Dòchas, som 2004 röstades fram som Skottlands bästa nykomling inom folkmusik, och som består av sex stycken olika musiker.
2005 lanserades Julies första soloalbum, där hon sjunger på gaeliska, och albumet blev snabbt en succé både inom och utanför Skottland. Julies andra album gavs ut i mars 2007, och består av traditionella låtar från Yttre Hebriderna, såväl som nyskrivna låtar på gaeliska framförda i traditionell stil, och även detta ämne blev en internationell top-seller. På albumet spelar hennes man Eamonn Doorley från den irländska gruppen Danú fiol.

## Priser
2006 vann Julie Horizon priset vid BBC Radio 2's Folkmusikgala, och nominerades som årets folkmusiker vid samma gala 2007. Hon har uppträtt på det framgångsrika programmet Later with Jools på BBC 2 hittills två gånger, senast den 25 maj 2007, då hon frmaförde den traditionella låten Mo Ghruagach donn - Min brunhåriga oskuld. Tack vare dessa uppträdanden presenterades Julie för en större publik, och sedan dess räknar sig artister som  Björk, Ricky Gervais och Phil Selway från Radiohead till hennes växande fanskara.

## Diskografi

### Soloalbum
- Mar a tha mo chridhe (2005)
- Cuilidh (2007)
- Live at Perthshire Amber (2011)
- Gach sgeul - Every story (2014)
- Alterum (2017)

### Med Dòchas
- Dòchas (2002)
- An Darna Umhail (2005)

### Tillsammans med andra artister
- Best in Show – Diverse artister (2003)
- Evolving Tradition 3 – Diverse artister (2003)
- Braighe Loch Iall – Rachel Walker (2004)
- Ceòlmhor Ostaig – Diverse artister (2004)
- When All is Said and Done – Danú (2005)
- Fáinne An Lae : Daybreak – Muireann Nic Amhlaoibh (2006)
- Everything You See – Runrig (2007)
- Dual – Muireann Nic Amhlaiobh (2008)
- Under One Sky – John McCusker (2008)
- An Cailín Rua – Kathleen Boyle (2008)